# Alesón
Alesón és un municipi de la Rioja, a la regió de la Rioja Alta,